# Byronic Hero
Der Byronic Hero (deutsche Übersetzung oft: Byron’scher Held) ist ein literarischer Typus, der auf den männlichen Protagonisten der Werke des britischen Dichters Lord Byron (1788–1824) basiert.

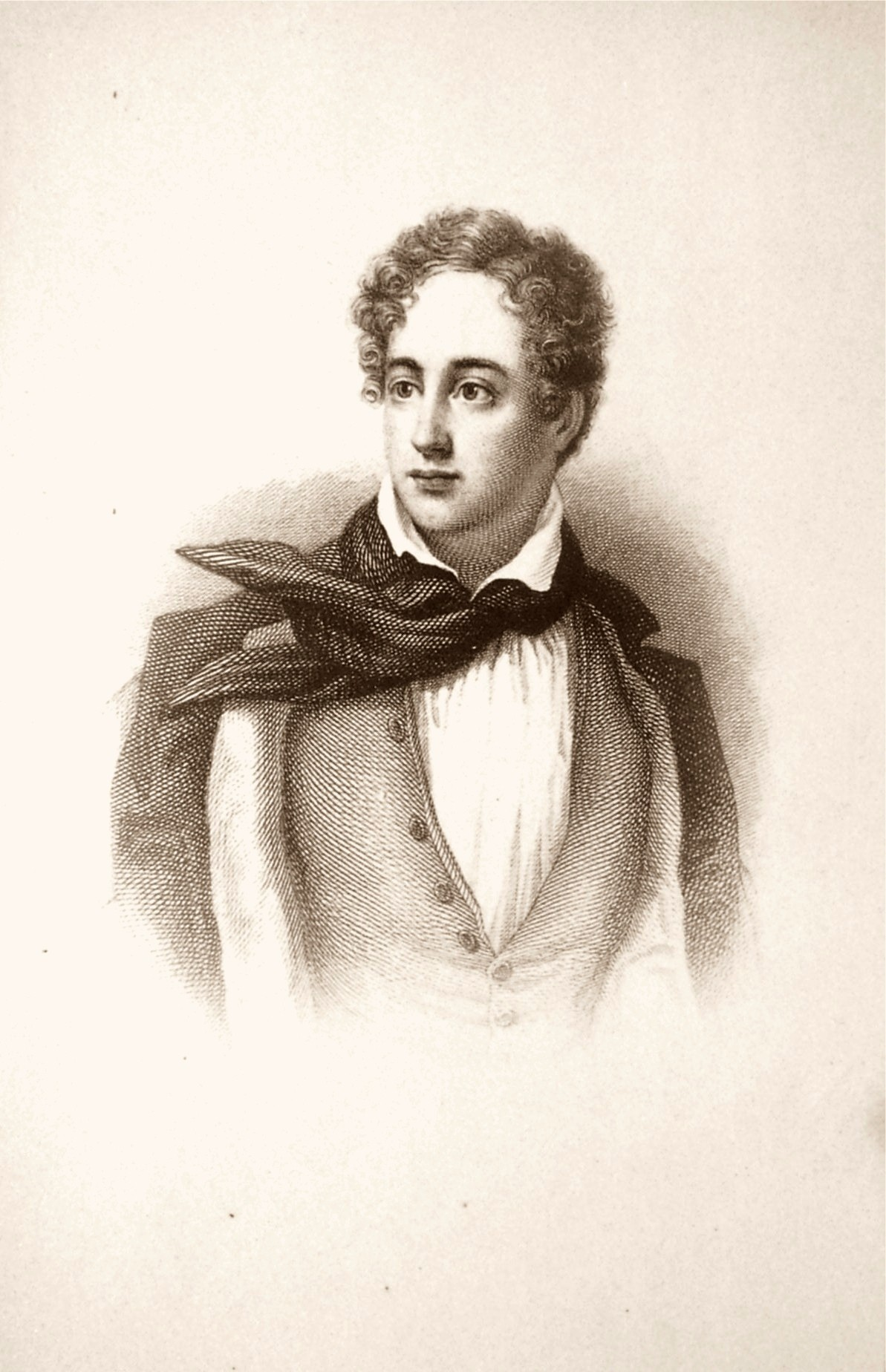
Lord Byron, dem deutliche Ähnlichkeiten zu seinem Byronic Hero nachgesagt werden

Als Figur entspricht der Byronic Hero dem klassischen „Bad Boy“, dessen Verhalten oft unvorhersehbar ist, was ihn für die weiblichen Figuren oft besonders anziehend macht. Im Gegensatz zu einem reinen Schurken erweckt ein Byronic Hero Mitgefühl, da er nicht nur rebellisch ist, sondern zudem mit Melancholie und Schuldgefühlen zu kämpfen hat und in seiner Vergangenheit oft ein Unrecht begangen oder einen Verlust erlitten hat. Fehltritte aller Art sind bei diesen – oft charismatischen – Figuren an der Tagesordnung, im Gegensatz zu echten Schurken sind sie jedoch in der Lage, diese hinterher zu bereuen, was zusätzlich zu ihrer bereits vorhandenen Verzweifelung beiträgt.

## Merkmale
Der Byronic Hero ist ein Getriebener, der jedoch meist kein reiner Antiheld ist, sondern zusätzlich Elemente des Helden und/oder Schurken aufweisen kann. Offenbar waren die für seine Helden typischen Merkmale auch bei Byron selbst vorhanden.
Atara Stein charakterisiert den Byronic Hero als Gesetzlosen und Außenseiter, der sich – da er seine eigenen Moralvorstellungen hat – autoritären Systemen oder Institutionen nicht unterwerfen will. Es gelingt ihm zwar, sich diesen Mächten durch seine Intelligenz oder sonstige besondere Fähigkeiten zu entziehen, jedoch macht ihn sein Verhalten nicht nur unabhängig, sondern auch zu einem Einzelkämpfer, der sich selbst mitunter als eine Art Übermensch betrachtet.
Diese Art des Protagonisten, der auch als Antagonist (zu weiblichen Hauptfiguren) auftreten kann, vereint den Hang zur Melancholie mit der Neigung zum Grübeln. Andererseits fällt er durch rebellisches Auftreten auf und leidet oft unter einem dunklen Geheimnis in seiner eigenen Vergangenheit.
Seine allgemeine Überlegenheitshaltung ist mit Zynismus und einer Antipathie provozierenden Arroganz verknüpft, die ihn zum gesellschaftlichen Außenseiter macht: eine Position, die ihn jedoch mit Stolz statt Frustration erfüllt, da er im Einzelgängerdasein seine persönliche Einzigartigkeit umso mehr fühlt.
Im Gegensatz zum klassischen Helden, der überwiegend positive, von der Gesellschaft gewünschte Charaktereigenschaften aufweist, wird der Byronic Hero mit der Dunkelheit assoziiert und trägt mehr negative, egoistische Züge, die bei seinen Mitmenschen oft auf Ablehnung und Unverständnis stoßen.

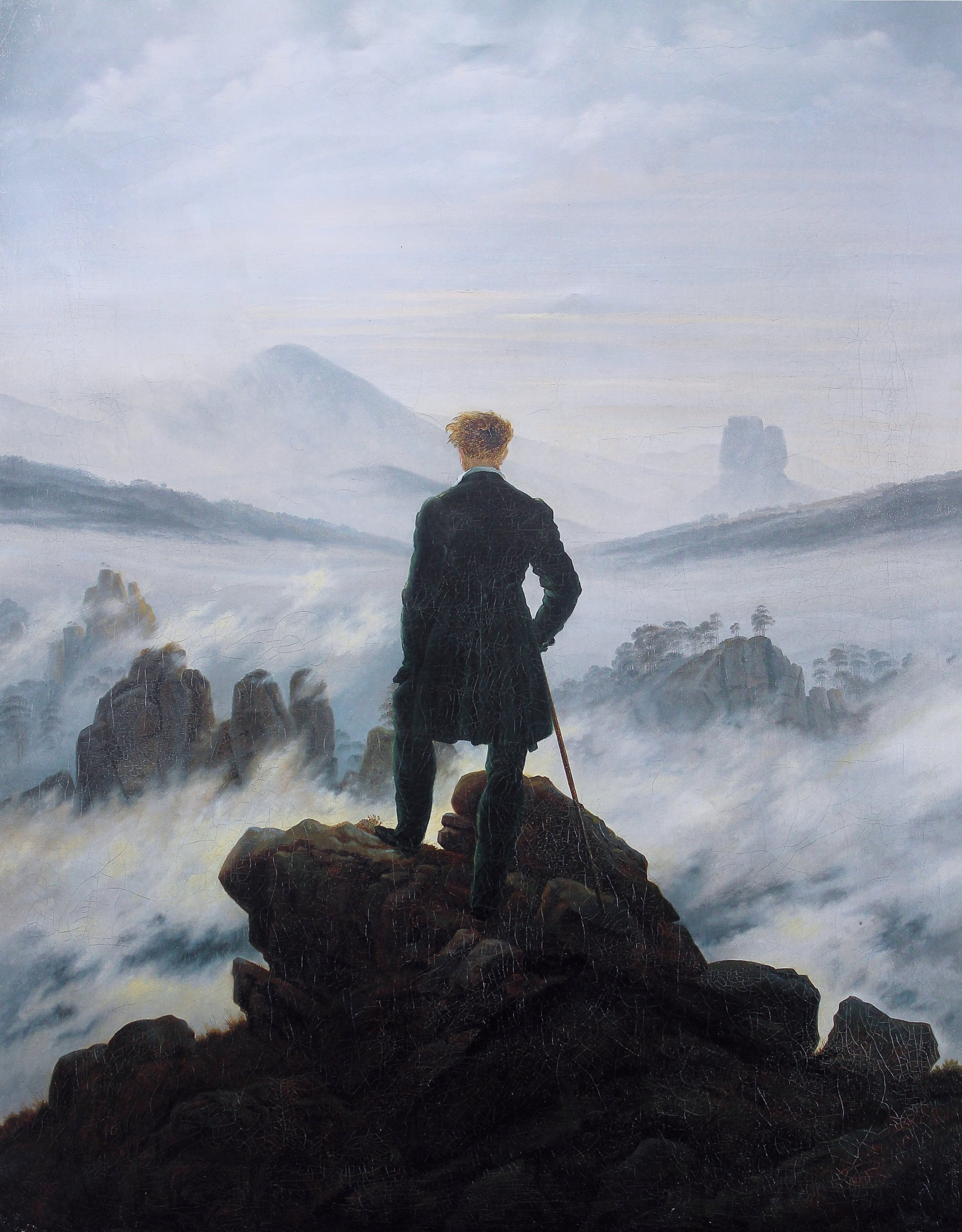
Caspar David Friedrich: Der Wanderer über dem Nebelmeer
(ca. 1817)

## Synonym
Ein Synonym für den Byronic Hero ist der Romantische Held (eng.: Romantic Hero), bezogen auf die kulturgeschichtliche Epoche der Romantik. Zur Zeit der Romantik war der Byronic Hero ein häufiges Sujet. Dies ging über die Literatur hinaus: Der „Wanderer über dem Nebelmeer“ von Caspar David Friedrich gilt als eine bildliche Darstellung des einsamen und der Welt, über der er steht, abgewandten Helden.

## Der Byronic Hero in der Literatur
Bereits vor der Zeit von Lord Byron gibt es einige literarische Figuren, die deutliche Charakterzüge des Byronic Heros aufweisen. In der Literaturwisseschaft gilt Miltons komplexe Darstellung des Satans in seinem epischen Gedicht Paradise Lost (1667) als Vorläufer des Byronic Heros.
Auch Ann Radcliffe präsentiert in ihrer Gothic Novel Mysteries of Udolpho (1794) mit der Figur des Signor Montoni einen Antagonisten, der mitunter als Byronic Hero betrachtet wird, jedoch auch deutliche Züge eines Gothic Villain aufweist.

### Die erstenByronic Heros
In Byrons Werken tritt diese Form des Protagonisten unter anderem in den Gedichten: The Giaour (1813), The Corsair (1814), Prometheus (1816) und Manfred (1817) auf, sowie in dem Versepos Childe Harold’s Pilgrimage (1812–18).
Obwohl Jane Austen ihren (1811 veröffentlichten) Roman Sense and Sensibility bereits 1795 verfasste, weist auch ihre Figur des John Willoughby, der als Antagonist zu den weiblichen Hauptpersonen auftritt, deutliche Merkmale des Byronic Heros auf.

### Adaptionen (Auswahl)
In der Englischen Literatur finden sich sowohl in der Romantik, als auch im Viktorianischen Zeitalter zahlreiche Beispiele für Figuren, die dem Typus des Byronischen Helden entsprechen, darunter folgende:
| Jahr | Werk                                    | Figur               | Autor/in            | Beleg  |
| ---- | --------------------------------------- | ------------------- | ------------------- | ------ |
| 1816 | Glenarvon                               | Clarence de Ruthven | Caroline Lamb       | [ 15 ] |
| 1818 | Frankenstein; or, The Modern Prometheus | Victor Frankenstein | Mary Shelley        | [ 4 ]  |
| 1844 | Der Graf von Monte Christo              | Edmond Dantès       | Alexandre Dumas     | [ 16 ] |
| 1847 | Jane Eyre                               | Mr. Rochester       | Charlotte Brontë    | [ 5 ]  |
| 1847 | Wuthering Heights                       | Heathcliff          | Emily Brontë        | [ 4 ]  |
| 1871 | Middlemarch                             | Will Ladislaw       | George Eliot        | [ 14 ] |
| 1897 | Dracula                                 | Graf Dracula        | Bram Stoker         | [ 14 ] |
| 1925 | The Great Gatsby                        | Jay Gatsby          | F. Scott Fitzgerald | [ 1 ]  |

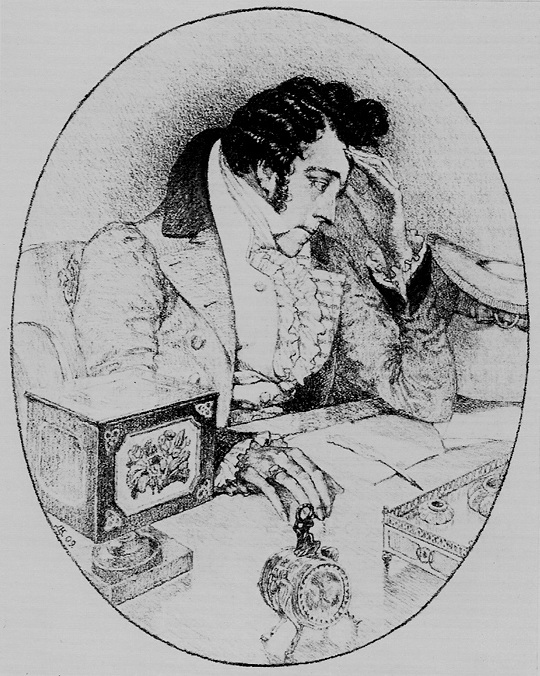
Dmitri Kardowski: Eugen Onegin, 1909

Der Byron'sche Held wurde zum Vorläufer des Topos des „Überflüssigen Menschen“ in der russischen Literatur Mitte des 19. Jahrhunderts, oft wird in den Werken dieser Zeit auf Lord Byron offen Bezug genommen („Byronismus“).
Die Figur des Müßiggängers Eugen Onegin in Alexander Puschkins gleichnamigen Roman ist ein hervorstechendes Beispiel für den Typus des Byronic Hero, dessen Eigenschaften auch in Tschaikowskis gleichnamiger Oper klar erkennbar bleiben.
Einen weiteren russischen Vertreter schuf Fjodor Dostojewski 1873 mit dem finsteren Nikolai Stawrogin (Die Dämonen).
Die Titelfigur in Nestroys Der Zerrissene wurde von Egon Friedell dagegen als Parodie auf den Byronismus interpretiert.
Eine weitere Variante ist Margaret Mitchells Figur Rhett Butler in Vom Winde verweht, hier versucht der Byronic Hero selbst, Einlass in die Gesellschaft zu finden, und gibt am Ende in eigenem Entschluss die Leidenschaft zu seiner Frau Scarlett auf. Stephen Dedalus in James Joyce’ A Portrait of the Artist as a Young Man ist ein weiteres berühmtes Beispiel aus dem frühen 20. Jahrhundert. Ein jüngeres Beispiel ist Ladislav Almásy in Michael Ondaatjes Roman Der englische Patient (1992).
Als erste Frau in der Byronic-Hero-Rolle gilt die Protagonistin des Romans Die Vegetarierin der koreanischen Autorin Han Kang, der 2007 in der Originalsprache erschien und 2016 ins Deutsche übersetzt wurde.

### Populärliteratur
In der modernen Unterhaltungsliteratur griff Anne Rice in ihrem 1976 erschienenen Roman Interview with the Vampire in doppelter Weise auf die literarische Vorlage zurück: Zum einen trägt der Protagonist Louis viele Charakterzüge des Byronic Hero, zum anderen gehört das vorgestellte Bild des Vampirs in die Nachfolge von Polidoris Lord Ruthven, der wiederum Byron selbst widerspiegelt.
Der Protagonist der US-amerikanischen Comic-Serie Batman basiert ebenfalls auf dem Byronic Hero, bedingt durch seine dunkle, unbewältigte Vergangenheit und die damit verbundene innere Zerrissenheit sowie das zwiespältige Verhältnis zu seiner Stadt Gotham City, in der er ein Außenseiter bleibt.
In der Harry-Potter-Serie folgt die Figur des Lehrers Severus Snape dem Schema. Er hat eine bedrückende Vergangenheit: seine harte Kindheit, das Mobbing-Erlebnis als Jugendlicher und die Anhängerschaft Voldemorts. Ihn treiben keine höheren Ziele an, sondern persönliche Motive. Die Leidenschaft, die ihn beherrscht und quält, ist die Liebe zu einer Frau. Als diese sich von ihm abwendet, schließt er sich Voldemort an. Infolgedessen wird er zum Überbringer einer Prophezeiung, die zum Tod jener Frau führt. Rache und Schuldgefühle sind das Motiv, sich Voldemorts Gegenspieler, Albus Dumbledore, anzuschließen. Er zeigt arroganten Stolz auf sein überlegenes Wissen über Zaubertränke und neigt zu taktlosen Zynismen und unkontrollierten Wutausbrüchen.
Mit der Figur des Christian Grey (Shades of Grey, 2011/12) hat E. L. James den Typ auch in die erotische Literatur eingeführt.

## Andere Medien
Dr. House aus der gleichnamigen US-amerikanischen Fernsehserie ist eine aktuelle Variante des Byronic Hero. Ein anderes Beispiel ist der zu misanthropischen Monologen neigende Rust Cohle aus der US-amerikanischen Fernsehserie True Detective.